# Henotesia centralis
Henotesia centralis är en fjärilsart som beskrevs av Aurivillius 1903. Henotesia centralis ingår i släktet Henotesia och familjen praktfjärilar. Inga underarter finns listade i Catalogue of Life.